# Єдиний реєстр податкових накладних
Єдиний реєстр податкових накладних — функціонує відповідно до статті 201 Податкового кодексу України.
Існує Порядок ведення Єдиного реєстру податкових накладних.
Платники податків здійснюють реєстрацію податкових накладних та/або розрахунків коригування в Єдиному реєстрі податкових накладних за допомогою спеціалізованого програмного забезпечення, наприклад «M.E.Doc».
Функціонує електронна система автоматизованого моніторингу відповідності податкових накладних / розрахунків коригування критеріям оцінки ступеня ризиків, достатніх для зупинення реєстрації таких податкових накладних/розрахунків коригування в Єдиному реєстрі податкових накладних.